# Illusion du mur du café

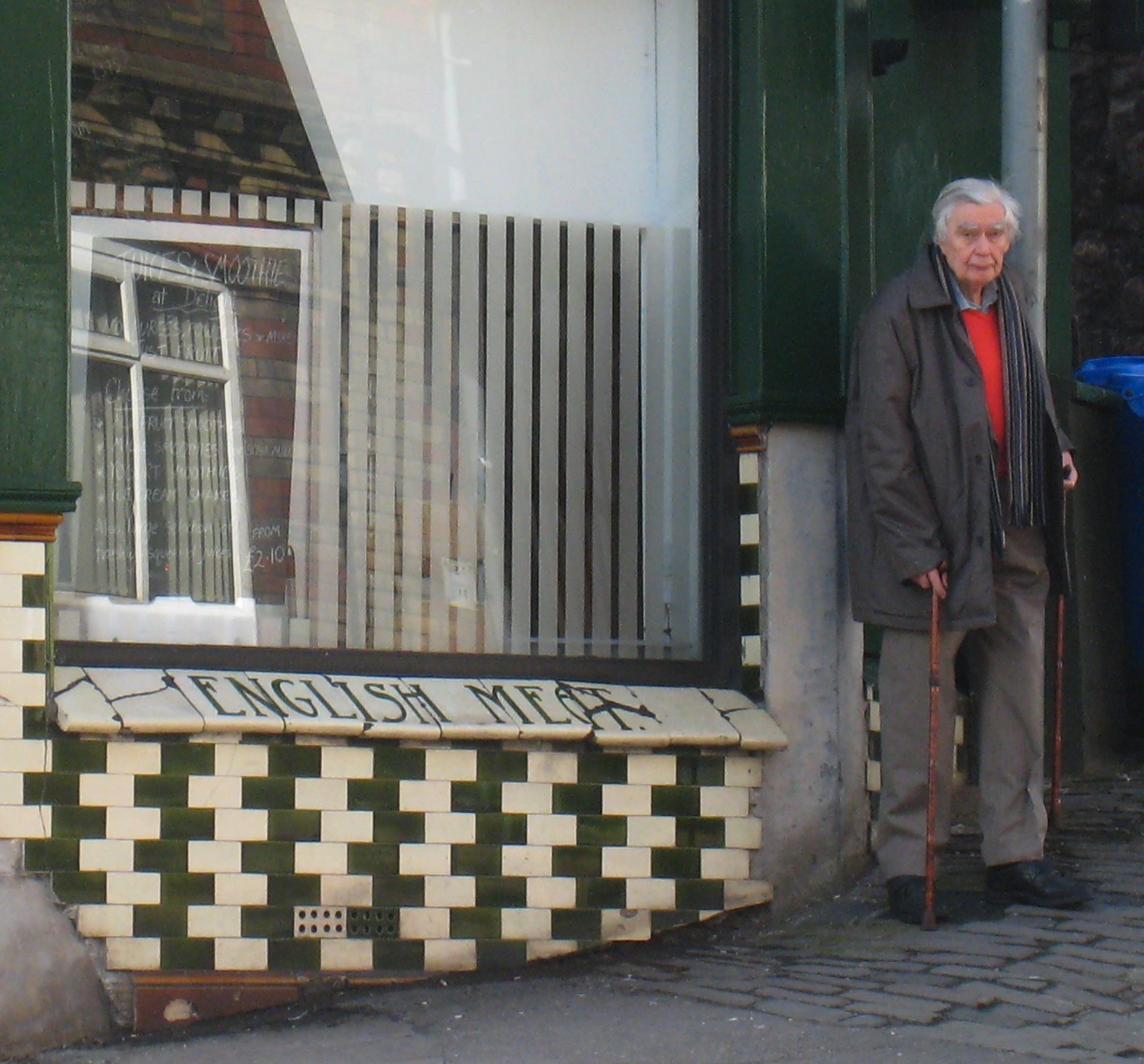
Richard Gregory visite le café de Bristol qui a inspiré cette redécouverte, en février 2010.

L'illusion du mur du café est une illusion d'optique qui fait apparaître comme convergentes des droites parallèles.

## Histoire
Si Hugo Münsterberg a repéré cette illusion vers 1890,, c'est Richard Gregory qui lui a donné ce nom en 1979. Un collaborateur avait observé ce curieux effet en 1973 dans les carreaux de faïence du mur extérieur d'un café de St Michael's Hill à Bristol. Son laboratoire a établi les conditions de son apparition dans un motif carrelé. 

## Principe
Les colonnes de carreaux sombres et clairs sont légèrement décalées à chaque rang. L'illusion ne se produit que si une fine ligne de mortier, à peine visible et de teinte intermédiaire à celles des carreaux, sépare chaque rangée. Un effet de bordure répété est à l'origine de la curieuse distorsion. Quand un rectangle gris est bordé de part et d'autre par un fin trait, d'un côté plus clair, de l'autre plus foncé, sa position apparente se décale quand on intervertit les bordures. Ce processus complexe implique plusieurs canaux neuronaux. La structure répétitive et l'absence de repères de direction rend l'illusion du mur de café plus difficile à comprendre et à dévoiler.

## Postérité

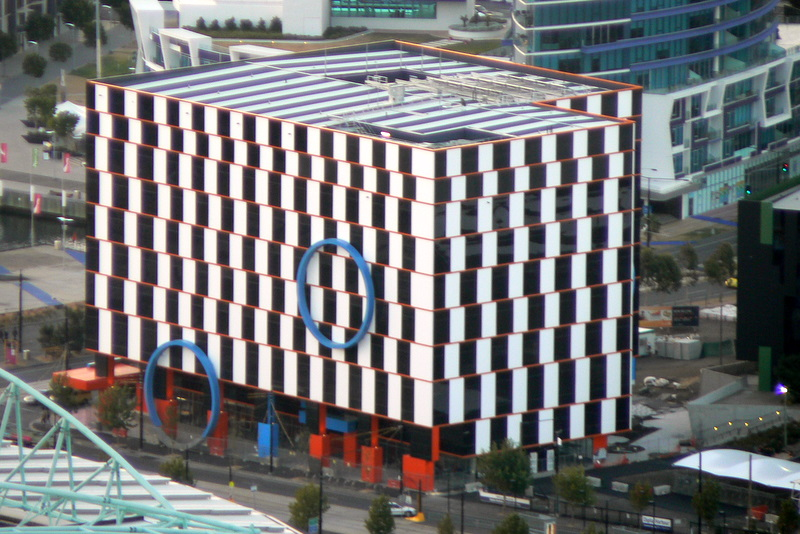
Port 1010.

En 2017, la Bristol Civic Society a posé une blue plaque en l'honneur de Richard Gregory sur le café de St Michael's Hill, à Bristol, qui a inspiré cette redécouverte.
Le dessin de la façade du bâtiment Port 1010 construit en 2006 au Digital Harbour (rebaptisé City Harbour en 2020) à Docklands (en), dans la banlieue de Melbourne, en Australie utilise cette illusion,.